# Tragopogon crocifolius
Tragopogon crocifolius là một loài thực vật có hoa trong họ Cúc. Loài này được L. miêu tả khoa học đầu tiên năm 1759.